# Prix Charles-Exbrayat
 (août 2021).
Si vous disposez d'ouvrages ou d'articles de référence ou si vous connaissez des sites web de qualité traitant du thème abordé ici, merci de compléter l'article en donnant les références utiles à sa vérifiabilité et en les liant à la section « Notes et références ».
Le prix Charles-Exbrayat est un prix littéraire qui récompense chaque année un roman qui aurait plu à Charles Exbrayat, auteur notamment de romans policiers et du terroir, né à Saint-Étienne et disparu en 1989. 
Le jury est composé de lecteurs de communes de la banlieue stéphanoise : Saint-Étienne, Tarentaise, Planfoy... 
Le prix Charles-Exbrayat est attribué lors de la Fête du Livre de Saint-Étienne qui se déroule au mois d’octobre.

## Lauréats
- 1990 : Patrick Drevet, La Micheline (Hatier)
- 1991 : Jean-Noël Blanc, Esperluette & Cie' (Seghers)
- 1992 : Vassilis Alexakis, Avant (Le Seuil)
- 1993 : Gilbert Bordes, Les Chasseurs de papillons (Robert Laffont)
- 1994 : ex æquo : Marie Rouanet, La Marche lente des glaciers (Payot) et François Cérésa, La Femme aux cheveux rouges (Julliard)
- 1995 : Michel Jeury, L'Année du Certif (Robert Laffont)
- 1996 : Jean-Louis Magnon, Hautes Terres (Albin Michel)
- 1997 : José Giovanni, La Mort du poisson rouge (Robert Laffont)
- 1998 : Danielle Thiéry, Mises à mort (Robert Laffont)
- 1999 : Michèle Gazier, Le Merle bleu (Robert Laffont)
- 2000 : Bernard Madeleine, Monsieur Madeleine (Éditions du Rocher)
- 2001 : Yves Viollier, Les Lilas de mer (Robert Laffont)
- 2002 : Cécile Philippe, Je ne suis là pour personne (Mercure de France)
- 2003 : Catherine Lépront, Les Gens du monde (Éditions du Seuil)
- 2004 : Jean Teulé, Ô Verlaine ! (Julliard)
- 2005 : Pascal Martin, Le Trésor de Magounia  (Presses de la Cité)
- 2006 : Bernard Tirtiaux, Pitié pour le mal (Jean-Claude Lattès)
- 2007 : Daniel Dupuy, Fontcouverte (De Borée)
- 2008 : Jean-Philippe Blondel, This is not a love song (Robert Laffont)
- 2009 : Françoise Henry, Juste avant l'hiver (Grasset)
- 2010 : Barbara Constantine, Tom, petit Tom, tout petit homme, Tom (Calmann Lévy)
- 2011 : Fanny Chesnel, Une jeune fille aux cheveux blancs (Albin Michel)
- 2012 : Marie Sizun, Un léger déplacement (Arléa)
- 2013 : Olivier Merle, Electropolis (de Fallois)
- 2014 : Ariane Bois, Sans oublier (Belfond)
- 2015 : Jean-Luc Seigle, Je vous écris dans le noir (Flammarion)
- 2016 : Stéphanie Dupays, Brillante (Mercure de France)
- 2017 : Frédéric Viguier, Aveu de faiblesse (Albin Michel)
- 2018 : Gaëlle Josse, Une longue impatience (Noir sur Blanc)
- 2019 : Sophie Brocas, Le Baiser (Julliard)
- 2020 : non décerné
- 2021 : Jean Berthier, Ici commence le roman (Robert Laffont)
- 2022 : Hélène Gestern, 555 (éditions Arléa)
- 2023 : Rania Berrada, Najat ou la survie (Belfond)
- 2024 : Camille de Peretti, L’inconnue du portrait (Calmann-Levy)